# 한스게오르크 가다머
한스게오르크 가다머(독일어: Hans-Georg Gadamer, 1900년 2월 11일 - 2002년 3월 13일)는 독일의 철학자이다. 해석학과 관련된 대작(Masterpiece|magnum opus)인 진리와 방법 (Wahrheit und Methode, 1960년)으로 명성을 얻었다.

## 생애
마르부르크에서 태어났다. 아버지는 브로츠와프 대학의 화학자로, 1918년 진로를 정하지 않고 브레슬라우 대학에 진학하는 것도, 동년 독일 혁명이 일어나 독일은 항복. 1919년 철학을 배우기 위해 마르부르크 대학에 입학해, 니콜라이 하르트만의 지도를 받아 신칸트파의 파울 나토르프의 지도 하에 《플라톤의 대화편에서의 쾌락의 본질》로 박사 학위를 취득하였다. 마르틴 하이데거의 이른바 '나트르프 보고'를 읽고 충격을 받아 그 직후 (1923년)에 프라이부르크 대학에서 하이데거와 만나 신칸트파로부터 멀어져 프라이부르크로부터 마르부르크에 부임한 하이데거의 지도를 받는다. 1928년에, 하이데거의 강한 영향을 받은 교수 자격 논문 '플라톤 문답술적 윤리학'을 제출 (1931년 간행). 같은 마르부르크 대학에서 강사로서 가르치기 시작 (1947년 원외 교수), 1939년에 라이프치히 대학에 초빙 되어 정교수가 된다. 1947년에 프랑크푸르트 대학으로 옮겨, 1949년부터 카를 야스퍼스의 후임으로서 은퇴까지 하이델베르크 대학 교수를 맡았다. 2000년의 생일에는 하이델베르크 대학에서 본인 출석 후, 탄생 100년 형전을 했다. 2002년 서거.

## 사상
제삼 제국 시대로 잠시 하이데거로부터 떨어져 있던 가다머이지만, 1940년대말에, 다시 하이데거의 강한 영향권에 비집고 들어갔다. 하이데거 철학은 프리드리히 슐라이어마허, 빌헬름 딜타이 등의 낭만주의·역사주의적인 해석학이 껴안는 문제에 대해서 결정적인 의의를 가진다는 인식을 가다머는 그 때 가지고 있었다. 그리고 1950년대 초두, 그는 일서를 쓸 결의를 해, 9년을 걸치고, 자신의 지금까지의 연구나 강의를 집약하는 형태로, 1960년에 '진리와 방법'으로서 간행되는 원고를 가다듬어 갔다.
'진리와 방법'의 제2부에서, 가다머는 지금까지의 해석학에 대신하는 새로운 '철학적 해석학'을 세웠다. 낭만주의·역사주의적인 해석학은 텍스트 없이 역사적 사건을 그 시대부터 이해해야 한다는 역사적 의식의 요구에 따라서, 형식적인 해석학적 순환을 텍스트나 역사에 적용해, 이해하는 사람의 역사성을 부정해 버렸다. 그러나, 하이데거에 의하면, 이해 (요해)는 유한한 인간 존재의 존재 양식으로서 그것 자신 역사적이다. 인문과학으로의 이해, 과거부터 전승된 텍스트의 이해는 낭만주의·역사주의적 해석학이 생각하고 있던 것처럼, 현재와 현재에 유래하는 선입견을 배제하고, 시대를 뛰어넘고, 성립시의 텍스트나 그 저자의 심정을 재구성하는 것은 아니다. 이해는 과거가 현재에 매개 (중개)되는 사건, 과거부터 전해진 텍스트의 의미에의 참여이다. 이해가 매개·참여인 이상, 텍스트의 내용을 현재에 활용하는 적용은 이해에서 언제나 벌써 일어나고 있다고 생각해야 한다. 텍스트 그 자체의 의미를 파악한 후에, 그것을 나중에 스스로의 상황에 적용하는 것은 아닌 것이다. 이 이해를 가다머는 또, 플라톤의 문답방법에 따라서, 물음과 대답의 변증법이라고도 기술했다. 우선, 과거부터 전승된 텍스트가 해석자에게 말을 걸어 물어 본다. 텍스트의 내용의 진실성에 작동되어 해석자에게 자명하고 무의식적인 것 (선입견)이 자명성을 잃는다. 이에 따라서는 비로소, 해석자는 스스로의 선입견을 음미해, 텍스트에 물음을 세우게 된다.
가다머의 철학적 해석학에 대한 위르겐 하버마스의 비판 (1967년)과 거기에 계속되는 그와의 논쟁은 가다머의 이름을 일약 세계에 알리게 했다. 하이델베르크 대학 퇴관 (1968년) 후도, 가다머는 하이델베르크 대학에서 계속 가르치는 것과 동시에, 미국이나 유럽의 제대학에서 불려 다수의 강연이나 강의를 실시하게 되었다. 그런데, 사회과학으로부터의 도전이라고도 말해야 할 하버마스의 비판에 의해서, 가다머는 그 해석학의 인문주의적인 좁음을 변명해 극복하도록 강요당해 그 결과, 그의 해석학은 인문과학론으로부터, 언어에 매개된 세계 경험에 대한 이론으로 중심을 변화 시켰다.
하지만, 이는 '진리와 방법'으로는 미전개인 제3부의 언어론의 발전이라고 말할 수 있다. '진리와 방법' 후의 가다머는 '진리와 방법'으로 간 프리드리히 슐라이어마허, 빌헬름 딜타이 의 해석에 대해서, 그 전문의 연구자로부터 비판을 받으면, 자기의 해석을 변명해야 하는 것도 있었다. 하지만 동시에, 언어론을 발전시키는 것과 동시에, 퇴관 전후로부터 트란 등의 현대시를 해석하는 것으로써, 자신의 해석학을 구체적 사례에 견딜 수 있는 것보다 세련된 것으로 해, 또, '진리와 방법'으로의 적용론을 1980년대에 실천 철학론으로서 전개했다.

## 진리와 방법
그의 대표적인 작품 《진리와 방법》에서 그의 해석학의 주장을 보여준다.

## 논쟁

### 하버마스
위르겐 하버마스는 '사회과학의 논리' (1967년)에서, 가다머의 주요 저서 '진리와 방법'에서의 '이해될 수 있는 존재는 언어이다'라고의 정립을 노동과 지배라는 사회의 실재 연관을 다 파악할 수 있지 않은 언어의 관념론이며, 언어는 제도화된 폭력을 정당화하는 도구로도 될 수 있다고 비판하면, 같은 해, 가다머는 '수사 학자·해석학·이데올로기 비판'에서, 사회적 현실적 강제도 또 언어적으로 분절화해야 한다고 반론해, 논쟁에 이르렀다. 그 후, 하바마스는 '해석학의 보편성 요구' (1970년)에서, '심층 해석학', '보편적어용론'이라는 시점을 기본으로, 가다머가 주장하는 전통에 의한 언어에 의해 발견되는 진리는 체계적으로 삐뚤어진 커뮤니케이션일지도 모르고, 보수적인 이데올로기로서 기능하다고 재차 비판해, 가다머도 재반론했다.

### 데리다
가다머가 1981년에 프랑스 파리의 독일 문화 센터에서 '텍스트와 해석'이라는 제목으로 강연을 실시하면, 다음날, 자크 데리다가 코멘트 '힘에의 선한 의지' 등을 발표해, 그 후 가다머가 데리다에 반론을 실시해 논쟁에 이르렀다. 가다머는, 해석에서는, 독자와 쓰는 사람에게는 서로 이해하려는 '좋은 의지'가 필요하다고 했는데 비해, 데리다는, 가다머가 말하는 '선한 의지'는, 이마누엘 칸트의 선의 뜻과 같이, 의지를 절대적·최종적인 심급으로 하는 의지의 형이상학은 아닌가 비판해, '미리 폭력을 행사하는 것'이라고 했다. 데리다는 '서명을 해석한다 (니체/하이데거)'에서, 가다머가 이해에서 전제하는 '완전성의 선행 파악'의 개념을 비판한다. 데리다에 의하면, 하이데거가 니체를 해석한 것처럼, 선한 의지·완전성의 선행 파악에 의해, 텍스트의 의미를 통일해 버린다면, 그것은 서양의 로고스 중심주의에 의해서 다양하게 있는 의미를 잘라 버리는 것이다.

## 저작
- Wahrheit und Methode: Grundzuge einer philosophischen Hermeneutik (1960)
  - '진리와 방법1: 철학적 해석학의 요강' 구쓰와다 오사무 옮김, 호세 대학 출판국, 1986년. ISBN 4588001752
  - '진리와 방법2: 철학적 해석학의 요강' 구쓰와다 오사무 · 마키타 에쓰로 옮김, 호세 대학 출판국, 2008년. ISBN 4588001760
- Kleine Schriften (1967)
  - '철학·예술·언어: 진리와 방법을 위한 소론집' 미라이샤, 1977년.
- Hegels Dialektik(1971)
  - '헤겔의 변증법: 6편의 해석학적 연구' 미라이샤, 1990년. ISBN 4624020294
- Philosophische Lehrjahre: Eine Ruckschau (1977)
  - '가다머 자전: 철학 수업 시대' 미라이샤, 1996년. ISBN 4624932315
- Gedicht und Gespraech (1990)
  - '시와 대화' 마키타 에쓰로 옮김, 호세 대학 출판국, 2001년. ISBN 4588007122
- '예술의 진리: 문학과 철학의 대화' 미우라 구니야스 옮김, 호세 대학 출판국, 2006년. ISBN 4588008536

## 참고 문헌
- 가나머 『진리와 방법1』 / 정은혜[깨진 링크(과거 내용 찾기)] pdf
- 가다머 『진리와 방법2』 / 정은혜 보관됨 2020-08-04 - 웨이백 머신 pdf

- 한스 게오르그 가다머 외 (1984년 4월).  다케이치 아키히로 편, 편집. 《철학의 변모 현대 독일 철학》. 이와나미 현대 추천도서88. 이와나미 서점. ISBN 4-00-004757-4. 2015년 4월 7일에 원본 문서에서 보존된 문서. 2015년 7월 3일에 확인함. 
  - 한스 게오르그 가다머 외 (2000년 9월).  다케이치 아키히로 엮음, 편집. 《철학의 변모:현대 독일 철학(哲学の変貌 現代ドイツ哲学)》. 이와나미 모던클래식스. 이와나미 서점. ISBN 4-00-026537-7.
- 마루야마 다카시 '가다머 지평의 융합(현대 사상의 모험자들)'코단샤, 1997

## 관련 사상가
- 폴 리쾨르
- 에른스트 카시러
- 한스 블루멘베르크
- 잔니 바티모

## 같이 보기
- 진리와 방법
- 해석학
- 독일 현대 사상